# Blancotherium
Blancotherium buckneri
Genre
Espèce
Blancotherium est un genre fossile de mammifères herbivores apparentés aux éléphants (ordre des proboscidiens) qui vivaient durant le Miocène en Amérique du Nord entre 13,6 et 10,3 millions d'années. On n'en connait qu'une espèce nommée Blancotherium buckneri.

## Étymologie
Le nom générique Blancotherium est la combinaison de Blanco, en référence à Blanco Creek (Texas) où les fossiles ont été découverts, et du grec ancien θηρίον (thêríon), « bête, animal ».
L'épithète spécifique, buckneri, fait référence au ranch Buckner, où l'holotype a été découvert.

## Description
Blancotherium est connu pour une grande variété de restes crâniens, dont deux crânes (TMM 30896-390 et TMM 30896-570), deux défenses inférieures isolées (TMM 30896-530 et TMN 30896-526) et plusieurs fragments mandibulaires. Les défenses sont longues et comprimées latéralement, se courbant légèrement vers le haut. Elles sont dépourvues de bande d'émail et ne sont pas spiralées. Les défenses inférieures sont petites et de forme ovale et, contrairement aux défenses supérieures, possèdent des bandes d'émail. Les mandibules des individus les plus matures connus présentent des symphyses allongées, et les preuves de la présence de défenses inférieures sont ambiguës. La forme des mandibules varie, mais elles possédaient généralement des symphyses longues et étroites. Certains spécimens suggèrent que l'extrémité antérieure de la symphyse est bilobée. Les molaires intermédiaires sont de structure trilophodonte, tandis que les troisièmes molaires présentent généralement quatre crêtes bien développées, une cinquième crête plus petite et un talon postérieur. Les molaires sont principalement hypsodontes.

## Répartition
Blancotherium vivait en Amérique du Nord, ses fossiles ont été découverts aux États-Unis dans l'État du Texas.

## Systématique
Le nom valide complet (avec auteur) de ce taxon est Blancotherium May (d), 2019.
Blancotherium buckneri a pour synonymes :
- Gnathabelodon buckneri (Sellards, 1940)
- Gomphotherium buckneri (Sellards, 1940)